# Pandora (voilier)
Pour les articles homonymes, voir Pandora.
Le Pandora , anciennement Anna, est une réplique de goélette du XVIIIe siècle. Sa coque et son pont sont en chêne. Son port d'attache actuel est Gênes en Italie. 

Son immatriculation est : GE 7168 D (Quartier maritime de Gênes).

## Histoire
Ce bateau a été construit au chantier naval Grumant et Askold à Petrozavodsk sur le Lac Onega en Russie. Il a été lancé en 1994 sous le nom de Anna. C'est une réplique d'un bateau de la flotte de Pierre Le Grand, construite pour la célébration du tri-centenaire de la ville de Saint-Petersbourg. Les autres portaient les noms de : Volchitsa (1992), Sadko (1993), Alevtina y Tuy (1995) et Elena Maria Barbara (1995) .
Il navigue désormais sous pavillon italien, en tant que voilier-charter en mer méditerranée et mer tyrrhénienne. 
Il a participé à la Tall Ships' Races-Méditerranée et a gagné l'étape de classe B à Toulon Voiles de Légende 2013.
2022 : Escale à Sète